# Герб Гіюмаа
Герб Гіюмаа (ест. Hiiumaa vapp) разом із прапором є офіційним символом Гіюмаа, одного з повітів Естонії.
Затверджено 25 листопада 1996 року. Автор герба — Тину Кукк.

## Опис герба
У срібному полі зверху виходить червона мотузка з трьома вузлами, обабіч неї  — по 2 червоні лілеї, одна над одною.

## Значення
Лілеї походять із герба баронів Унгерн-Штернберг і означають 4 волості, які формують повіт. 